# Alchemilla pseudodecumbens
Alchemilla pseudodecumbens är en rosväxtart som beskrevs av Hügin och S.E.Fröhner. Alchemilla pseudodecumbens ingår i släktet daggkåpor, och familjen rosväxter. Inga underarter finns listade i Catalogue of Life.